# Lycium americanum
Lycium americanum ist eine Pflanzenart aus der Gattung der Bocksdorne (Lycium) in der Familie der Nachtschattengewächse (Solanaceae).

## Beschreibung
Lycium americanum ist ein aufrecht wachsender, 1 bis 4 m hoher Strauch. Die Laubblätter sind sukkulent und unbehaart. Sie werden 5 bis 60 mm lang und 4 bis 29 mm breit.
Die Blüten sind zwittrig und vier- oder fünfzählig. Der Kelch ist röhren- oder becherförmig, er ist verkahlend oder beständig drüsig behaart. Die Kelchröhre ist 1,5 bis 3 mm lang und mit Kelchlappen von 0,5 bis 1,5 mm Länge besetzt. Die Krone ist röhren- oder trichterförmig, sie ist weiß, weißlich-grün, lila oder violett gefärbt, die Aderung ist dunkel purpurn. Die Kronröhre ist 5 bis 8 mm lang, die Kronlappen 2,5 bis 4,5 mm. Die Staubfäden sind behaart.
Die Frucht ist eine rote, kugel- bis eiförmige Beere, die 5 bis 13 mm lang und 4 bis 10 mm breit wird.
Die Chromosomenzahl beträgt 2n = 24.

## Vorkommen
Die Art ist in Südamerika und auf den Antillen verbreitet und kommt dort auf den Bahamas, Kuba, Haiti, in der Dominikanischen Republik, in Venezuela, Kolumbien, Ecuador, Peru, Bolivien, Paraguay und Argentinien vor.

## Systematik
Innerhalb der Bocksdorne (Lycium) wird die Art nach phylogenetischen Untersuchungen in eine Klade mit anderen nord- und südamerikanischen Arten der Gattung gruppiert. Die Art ist nahe verwandt mit Lycium infaustum, Lycium exsertum, Lycium fremontii, Lycium parishii, Lycium texanum, Lycium torreyi, Lycium berlandieri, Lycium andersonii, Lycium elongatum, Lycium athium und Lycium minimum.